# Піщана змія Лейтона
Psammophis leightoni — вид піщаних змій роду піщана змія (Psammophis) родини піщаних змій (Psammophiidae).

## Поширення
Цей вид є ендемічним для провінції Західний Кейп у Південній Африці.

## Опис
Голотип Psammophis leightoni був розміром 910 мм завдовжки, у тому числі 270 мм довжина хвоста.

## Етимологія
Цей вид названий на честь доктора Джеральда Роулі Лейтона (1868—1953).